# АЕС Санао
Атомна електростанція Санао (кит.: 三奥核电站) це атомна електростанція, яка будується в провінції Чжецзян на сході Китаю. Планується розмістити 6 реакторів, принаймні два з яких будуть реакторами з водою під тиском.
Очікується, що станція вироблятиме 52,5 терават-годин енергії на рік і забезпечуватиме більший регіон дельти річки Янцзи.

## Історія
Будівництво станції було дозволено урядом Китаю в травні 2015 року. Станція будується Cangnan Nuclear Power Company під егідою державної компанії China General Nuclear Power Group (CGN). Будівництво першого блоку розпочато 31 грудня 2020 року та будівництво другого блоку 30 грудня 2021 року. Очікується, що перший блок запрацює у 2026 році, а другий – у 2027 році.
У серпні 2024 року компанія CGN отримала дозвіл на будівництво блоків 3 і 4.

## Інформація про реактори
Атомна електростанція Санао складається з 6 запланованих реакторів.
| Блок     | Тип      | Чиста потужність | Валова потужність | Початок будівництва | Комерційна експлуатація (планована) | Зауваження |
| -------- | -------- | ---------------- | ----------------- | ------------------- | ----------------------------------- | ---------- |
| Черга I  |          |                  |                   |                     |                                     |            |
| Санао 1  | Хуалун 1 | 1126 МВт         | 1212 МВт          | 31 грудня 2020      | 2026                                | [ 6 ]      |
| Санао 2  | Хуалун 1 | 1126 МВт         | 1212 МВт          | 30 грудня 2021      | 2027                                | [ 7 ]      |
| Черга II |          |                  |                   |                     |                                     |            |
| Санао 3  | Хуалун 1 |                  |                   |                     |                                     |            |
| Санао 4  | Хуалун 1 |                  |                   |                     |                                     |            |